# Arcade (Sotomayor)

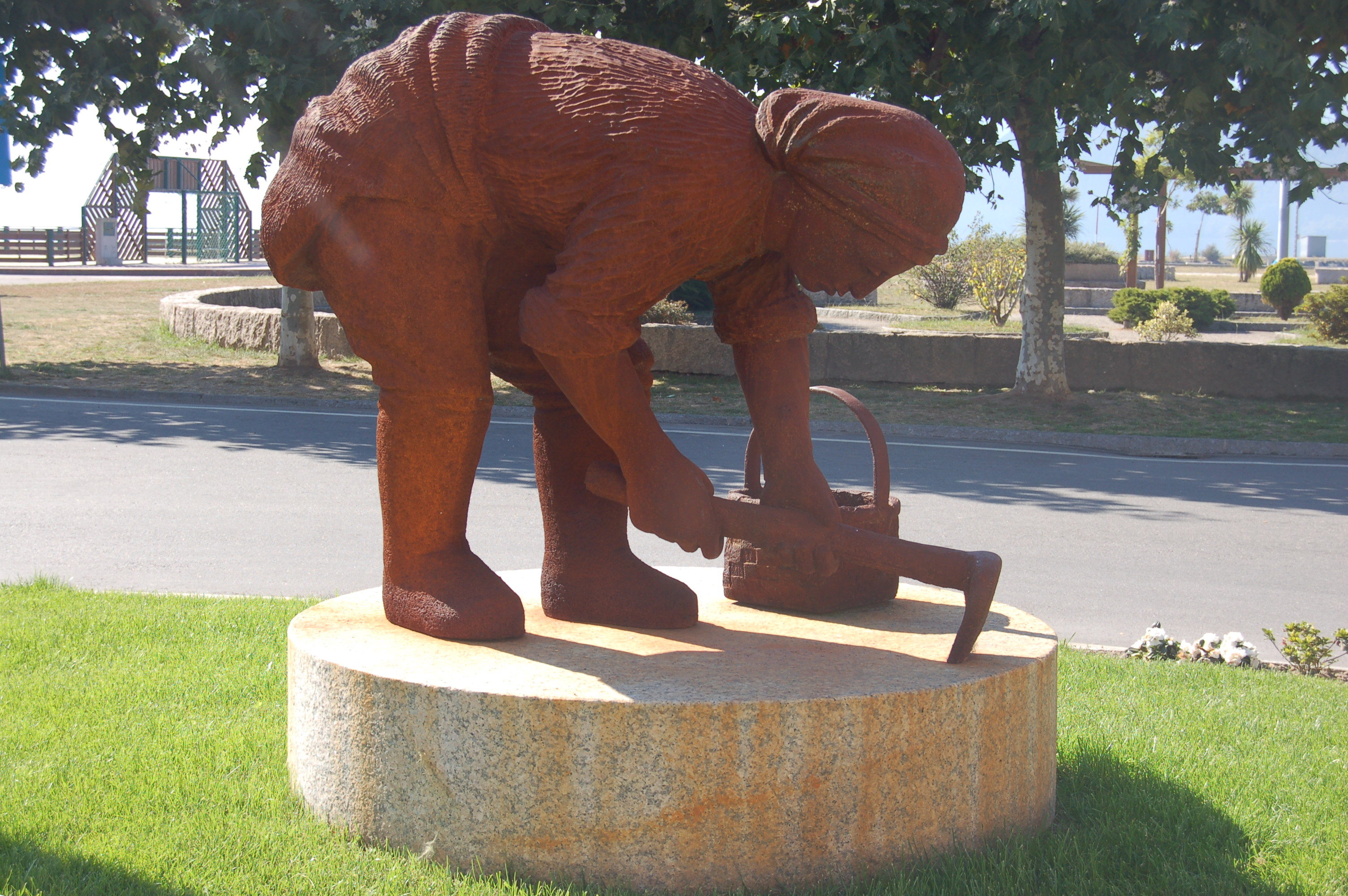
Estatua de una mariscadora, obra del artista local Carlos Tesouro, en los jardines de O Peirao.

Santiago de Arcade es una parroquia que se encuentra dentro del Ayuntamiento de Sotomayor, provincia de Pontevedra, Galicia, España.
Según datos del INE (2009) tiene una población de 4540 habitantes (2291 mujeres y 2249 varones), lo que supone un incremento en relación con el año 1999 cuando tenía 3086 habitantes. Esta población se distribuye en cinco núcleos:
- Arcade de Arriba: 225 habitantes.
- A Calle: 2855 habitantes.
- A Devesa: 638 habitantes.
- A Xesteira - Feira: 620 habitantes.
- O Conde: 202 habitantes.

## La iglesia de Santiago de Arcade
Su construcción data de finales del siglo XII, principios del XIII. Pero una serie de reformas poco afortunadas han echado por tierra prácticamente todos los elementos románicos originales. De lo que subsiste, cabe destacar en el exterior la portada occidental, flanqueada por cuatro columnas (una de ellas con fuste de forma helicoidal); en el interior, el arco triunfal apoyado en dos robustas columnas con capiteles historiados que da paso al ábside rectangular cubierto con bóveda pétrea de cañón.
A la estructura original se han ido adosando nuevos elementos, como dos insulsas naves laterales y una pequeña capilla bautismal, decorada con una pintura mural con el tema del Bautismo de Jesús, obra de un artista local.
Pero el elemento más negativo, desde el punto de vista estético, es la construcción añadida en el siglo pasado, a finales de la década de los sesenta: una caseta de cemento y ladrillo que se sitúa sobre el ábside y lo oculta totalmente. Un verdadero ejemplo de feísmo arquitectónico en Galicia, concebido para ser utilizado como una especie de "salón parroquial".

## Arcade y el río Verdugo
El río Verdugo tras recorrer los 41 km que tiene su cauce, desemboca en la ría de Vigo, entre los núcleos de población de Arcade y Puente-Sampayo (en gallego, Pontesampaio) unidas por un hermoso puente medieval de origen romano. Otros puentes mucho más modernos cruzan el río Verdugo justo en su desembocadura: el puente de hierro del ferrocarril, del siglo XIX, el puente sobre el que discurre la carretera nacional (del siglo XX) y el nuevo puente de hierro para la línea de alta velocidad (construido en 2010).

## Arcade y las ostras
Para muchos, el nombre de Arcade va ligado ineludiblemente al de sus ostras: las "ostras de Arcade", delicioso molusco apreciado ya en la época de los romanos y que en la actualidad es objeto de una activa exportación.
Apenas quedan ya bancos naturales de ostras; las que podemos tomar hoy día son producto del cultivo. No han nacido aquí, pero se han hecho aquí. Las crías pequeñas, lo que podríamos considerar la "simiente de la ostra", proceden de Francia o de Grecia. Pero es su cultivo en las aguas de la ría de Arcade, a lo largo de dos o tres años, lo que les da ese sabor especial, inconfundible y único que deleita los paladares más exigentes.
En cualquier restaurante de Arcade se pueden tomar ostras cualquier día del año. Pero al parecer, es a comienzos de la primavera cuando reúnen sus mejores condiciones. Por eso Arcade ha elegido el primer fin de semana de abril para celebrar su "Fiesta de la Ostra", pretexto para que miles y miles de personas se acerquen a la localidad y den testimonio fidedigno de la excelencia del producto.